# ジョアン・バス
ジョアン・バス（João José Vaz、1859年3月9日 - 1931年2月15日）は、ポルトガルの画家、教育者である。ポルトガルの海岸や都市の風景を描いた作品や、公共施設の装飾画を描いたことなどで知られている。

## 略歴
セトゥーバルの裕福な家に生まれた。1872年から1878年の間、リスボンの美術学校（Academia das Belas-Artes、現在はリスボン大学の一部）で"アントニオ・ダ・シルバ・ポルト(1850-1893)に学んだ。ダ・シルバ・ポルトは「Grupo do Leão（ライオンの会）」という芸術家のグループで活動していた。1881年にリスボンの学術団体(Sociedade de Geografia de Lisboa)の展覧会に初めて出展した。国内の美術振興協会(Sociedade Promotora de Belas-Artesや芸術家ギルド(Grémio Artístico)といった団体の展覧会に出展し、1882年から1888年の間はジョゼ・マリョア(1855-1933)やセザーリオ・ベルデ(Cesário Verde: 1855-1886)、コルンバノ・ボルダロ・ピニェイロ(1857-1929)、ラファエル・ボルダロ・ピニェイロ(1846-1905)といったメンバーと「Grupo do Leão」の展覧会に参加した。1915年のリスボンの全国美術展で金メダルを受賞し、翌年は選外佳作を受賞した。
国外の展覧会では、1900年のパリ万国博覧会や1904年のセントルイス万国博覧会、1908年のブラジル全国博覧会(Exposição Nacional de 1908, no Rio de Janeiro)の展覧会にも参加した。
1884年からリスボンのアルフォンソ・ドミンゲス工業学校(Escola Industrial Afonso Domingues)の絵画の教授を務め、後に校長も務めた。工業教育の分野での教育の改革に功績をあげた。リスボンの公共の建物や民間の劇場やホテルなどの装飾画も描いた。
サンティアゴ・ダ・エスパーダ騎士団勲章(Ordem Militar de Sant'Iago da Espada)を受勲した。1932年に回顧展がリスボンで開催された。
ポルトガルの風景、特に海岸の風景を描いた作品で知られている。

## 作品

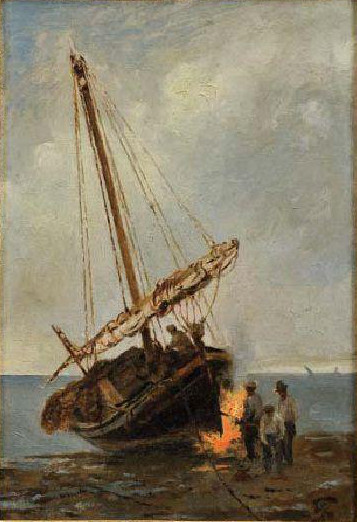
砂浜で働く塗装工 (c.1920) 個人蔵
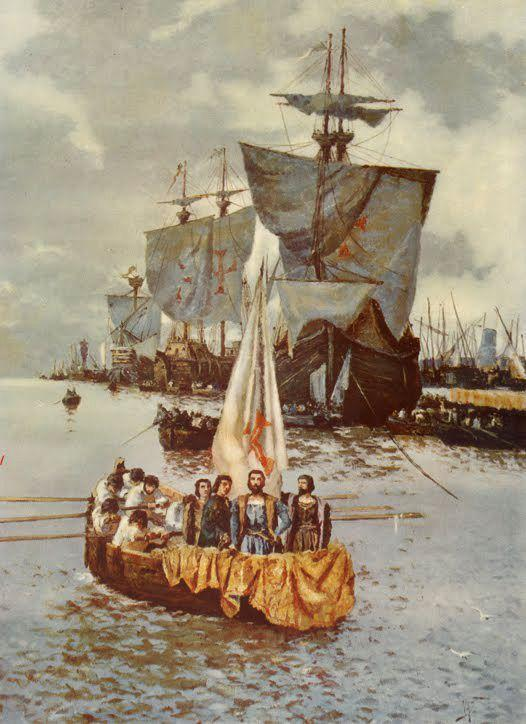
バスコ・ダ・ガマの航海への出発 (c.1900) Palácio da Mitra
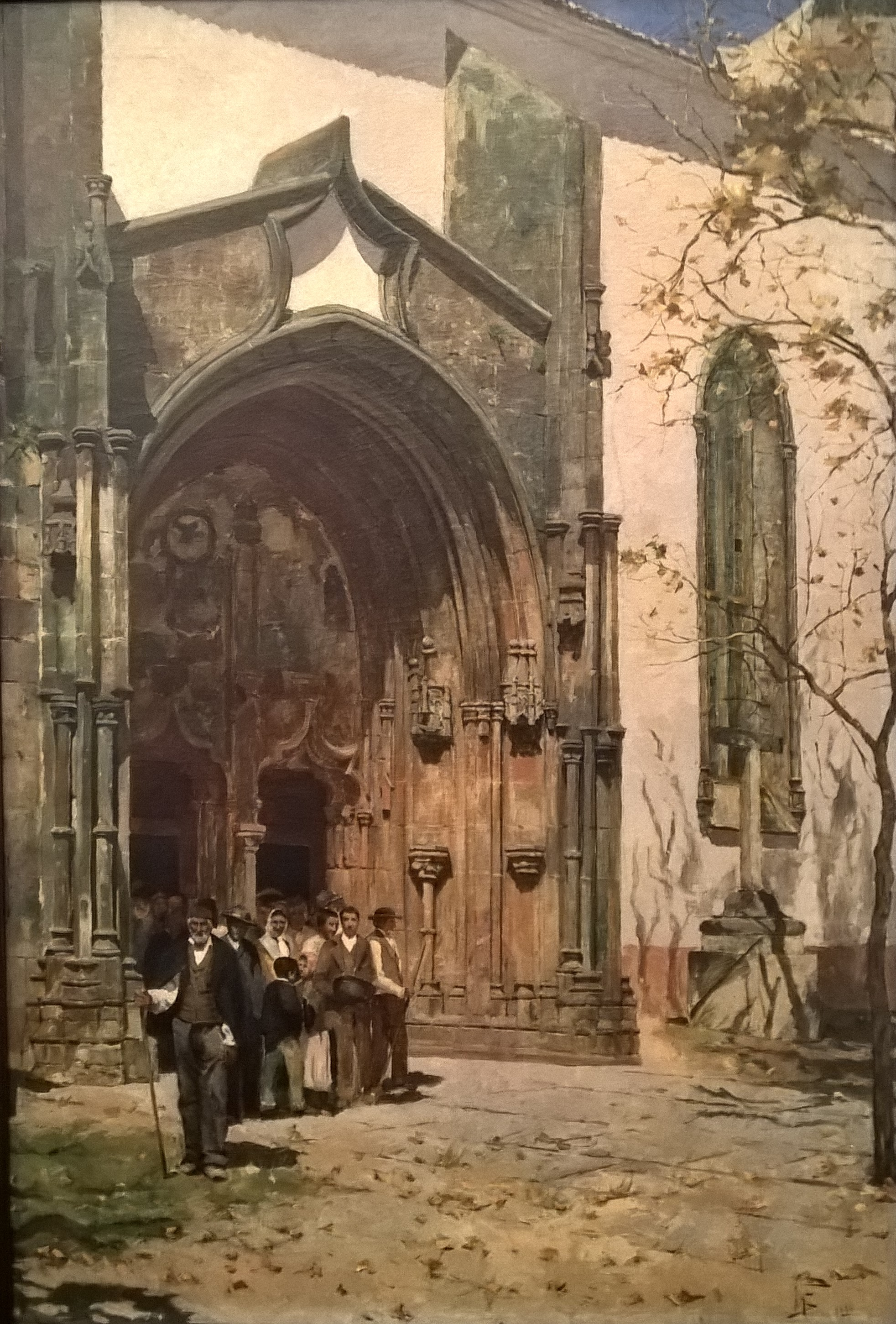
ミサを終えた人々 (1899)
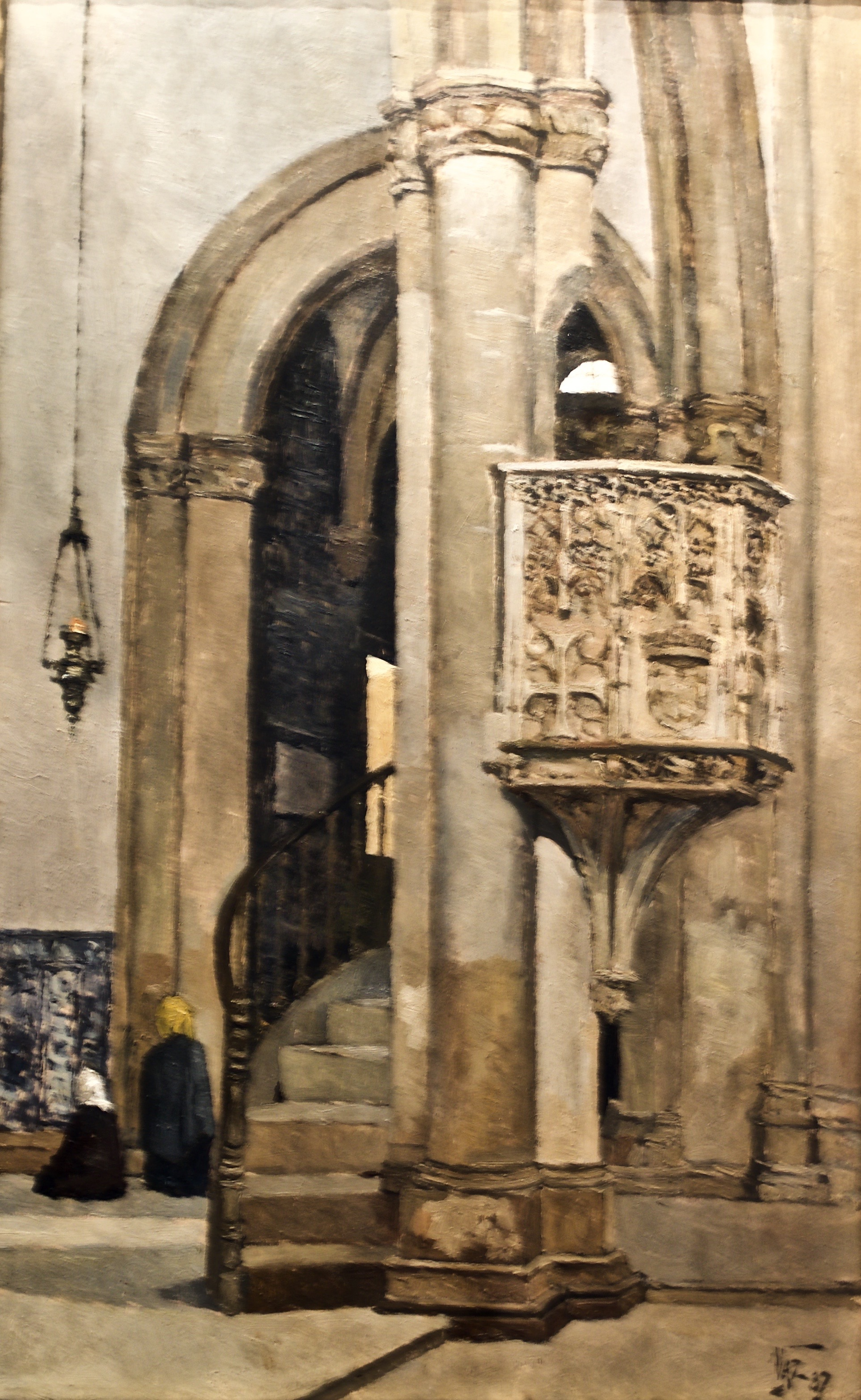
トマールの修道院

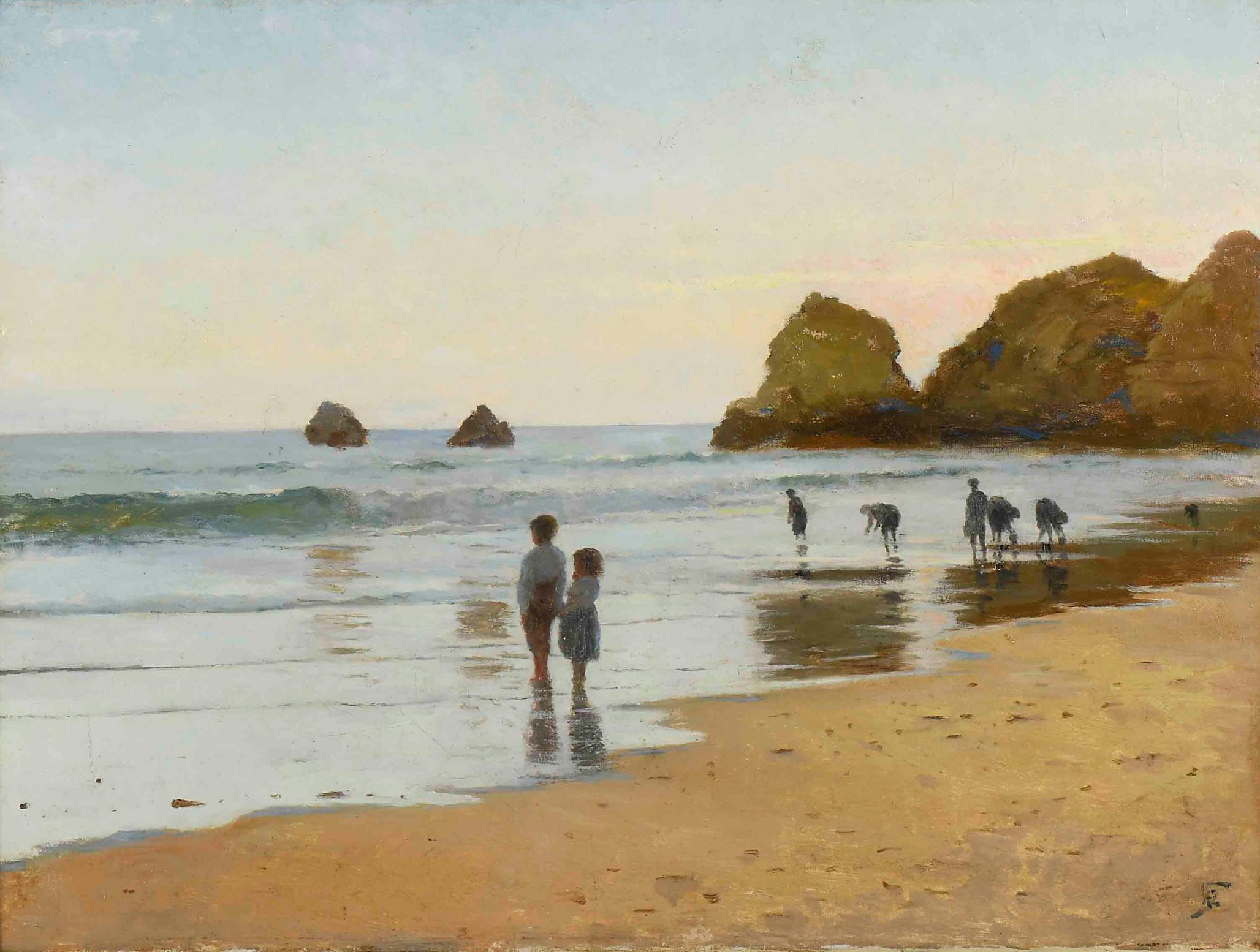
岩のある海岸
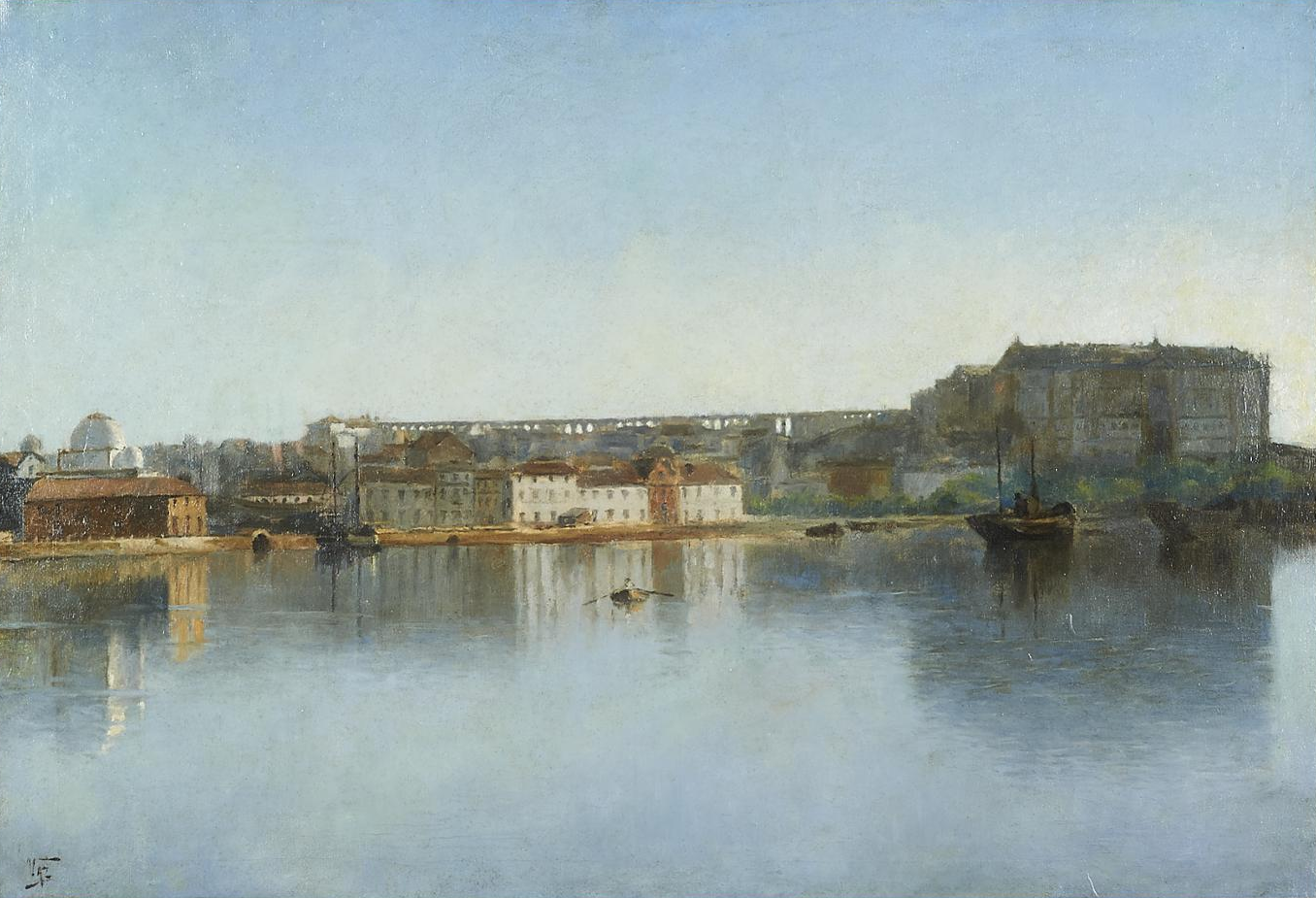
ヴィラ・ド・コンデ(ポルトガルの街)
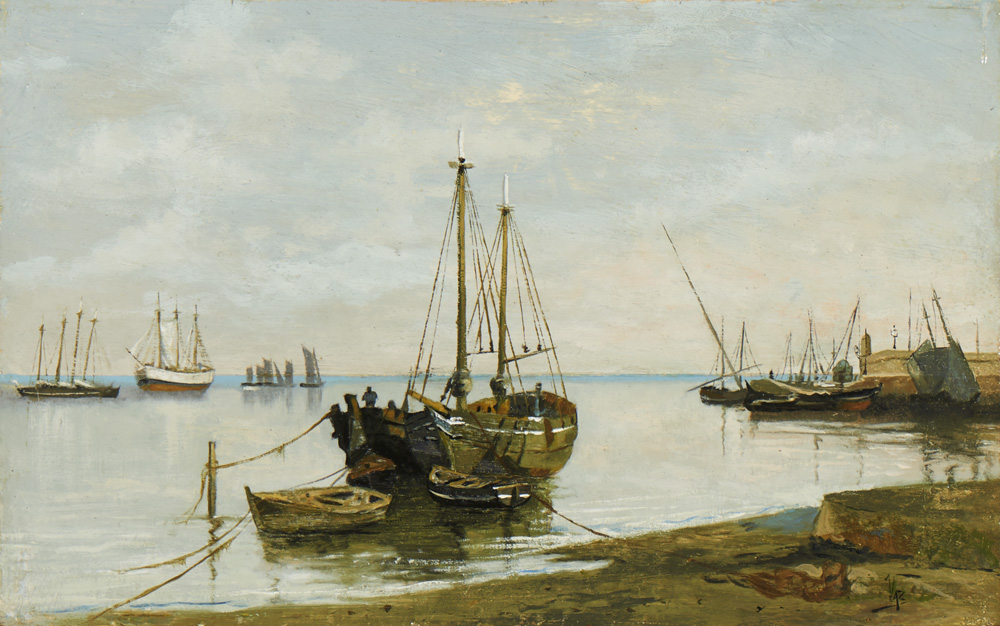
サド川(rio Sado)の風景